# Moulon Campus (stanice metra v Paříži)
Moulon Campus je plánovaná stanice pařížského metra nacházející se na lince 18 na hranici obcí Orsay a Gif-sur-Yvette v departementu Essonne. Má být otevřena v roce 2026 a bude sloužit univerzitnímu kampusu Paris-Saclay. Jedná se o jednu ze tří nadzemních stanic na trati, postavené na 6,7 km dlouhém viaduktu.

## Vývoj
Projekt stanice vytvořily Benthem Crouwel Architects a Atelier Novembre.
Stanice měla prozatímní název Orsay-Gif.